# Doraemon - Il film: Nobita e l'Utopia celeste
Doraemon - Il film: Nobita e l'Utopia celeste (映画ドラえもん のび太と空の理想郷?, Eiga Doraemon: Nobita to sora no Utopia) è un film d'animazione del 2023 diretto da Takumi Doyama.
Scritto da Ryota Kosawa, è il quarantaduesimo film tratto dalla serie Doraemon di Fujiko Fujio.

## Trama
Doraemon, Nobita e i suoi amici, alla ricerca di Utopia (il pianeta dell'omonimo romanzo che Nobita crede che esista veramente) si ritrovano nel magico regno di Paradapia, un mondo celeste in cui tutti i sogni possono avverarsi e la vita può scorrere senza preoccupazioni; tuttavia, il luogo sembra nascondere alcuni misteri.

## Distribuzione
In Giappone, la pellicola è distribuita dalla Toho e uscì nelle sale cinematografiche giapponesi il 3 marzo 2023; in Italia la pellicola è stata distribuita direttamente on demand dalla Plaion, a partire dal 3 settembre 2024. 